# Kdo pije potmě víno
Kdo pije potmě víno je básnická sbírka Jana Skácela (1922–1989). Skácelova poetika pramení ze vztahu k přírodě, tradicím a člověku jako takovému. Základními hodnotami a kořeny jeho díla jsou láska, vztah k rodné krajině a domovu, úcta k minulosti a přírodě a také vzpomínky na dětství. Jeho meditativní lyrika je výjimečná svojí prostotou a pokorou. Popisuje věci důvěrně známé, obyčejné a každodenní.

## Struktura sbírky
Kdo pije potmě víno je posledním souborem básní, který vyšel ještě za Skácelova života v roce 1988.
V úvodu této sbírky najdeme citát Blaise Pascala „Mohu dát za pravdu jen těm, kdo v úzkostech hledají.“, jenž navozuje pocit úzkosti, která se stává jedním z motivů celého díla. Pocity úzkosti jsou provázané s uvědoměním si již prožitého času, s myšlenkou na smrt a na to, kolik času nám ještě zbývá. Autor v tomto souboru básní bilancuje svůj život, s jakousi melancholickou nostalgií se obrací k časům dávno minulým. Čas zde funguje jako zakotvující motiv a také dává prostor dalším úvahám, myšlenky na dětství prolínající se s přítomností jen prohlubují uvědomění si plynutí času. Z básní, které jsou rozděleny do čtyř oddílů – Zaklínání v předminulém čase, Tratidla, Na prázdné dlani kamínek, Pláč pro Hekubu – vyzařuje také jakési smíření se životem, klid a nesmírné ticho.
V prvním oddílu sbírky Zaklínání v předminulém čase se čas pojí s jistou magií míst nebo událostí. Například v básni Pouta je čas vyjádřen pomocí motivu provázku, který nás spíná s dětstvím a dobami dávno minulými.
V druhé části sbírky s názvem Tratidla se ve vztahu k času objevují také motivy smrti a strachu z ní, celá část je existenciálně laděna a motivy ticha zde podtrhují výše zmiňovanou úzkost. Člověk je uvězněn v koloběhu času, jemuž se nemůže a mnohdy ani nechce bránit.
Třetím oddílem souboru je báseň Na prázdné dlani kamínek, která se od ostatních oddílů odlišuje nejen svojí kompozicí, ale i hravostí, využitím kalambúrů a autorovou prací s eufonií. Na rozdíl od předchozího oddílu, kde byl člověk s tokem času smířený, zde Skácel čtenáře nabádá k určité činnosti a klade důraz na mravní odpovědnost vzhledem k časům budoucím.
Posledním a čtvrtým oddílem sbírky je Pláč pro Hekubu, kde se Skácel zaměřuje spíše na historické a literární motivy. Najdeme zde například Oidipa, Hamleta nebo Dona Quijota, jejichž příběhy autor staví do nových souvislostí spojených se současností. V tomto oddíle je symbolizováno zpomalení času, se kterým přichází smíření a souznění se stářím.

## Motivy ticha a času v rámci sbírky
Skácelova práce s motivy ticha a času se v rámci sbírky Kdo pije potmě víno liší, mají různou důležitost, od funkce pouhých dílčích motivů až po roli hlavního tématu. U konstanty času se jedná především o zpřítomňování vzpomínek na dětství. Také zde vidíme hluboké zamyšlení nad vztahem člověka k času, nad tím, že každý má jen určitý vyměřený čas. Autor také poukazuje na cykličnost času, jeho zpomalování, případně urychlování. S uvědoměním si konečnosti sebe sama přichází trochu melancholické bilancování života. Často využívané motivy ticha pak zdůrazňují nekonečnost času a jeho poklidné plynutí navzdory lidskému životu.